# Marie-Therese Höbinger
Marie-Therese Höbinger (* 1. Juli 2001 in Wien) ist eine österreichisch-deutsche Fußballspielerin. Die offensive Mittelfeldspielerin ist seit 2019 Teil der österreichischen Nationalmannschaft und steht seit Sommer 2023 unter Vertrag beim englischen Erstligisten FC Liverpool.

## Karriere

### Vereine
Die Mittelfeldspielerin begann ihre Karriere beim ASV Hinterbrühl in einer Jungenmannschaft und wechselte später erst zum 1. SV Wiener Neudorf und danach zum Wiener Verein FC Stadlau, für den sie ebenfalls in Jungenmannschaften aktiv war. Nach einem Freundschaftsspiel einer Wiener Auswahlmannschaft in Berlin wechselte Höbinger im Alter von 13 Jahren zum 1. FFC Turbine Potsdam. Mit Turbines B-Juniorinnen erreichte sie in der Bundesliga-Saison 2016/17 das Endspiel, das jedoch gegen den FC Bayern München mit 1:2 verloren wurde.
Im Sommer 2017 rückte Höbinger in den Kader der zweiten Mannschaft von Turbine auf und spielte fortan in der 2. Bundesliga Nord. Am Ende der Saison 2017/18 gelang die Qualifikation für die ab 2018 eingleisige 2. Bundesliga. Ein Jahr später rückte Höbinger in den Kader der ersten Mannschaft auf und gab am 16. August 2019 ihr Bundesligadebüt bei der 2:3-Niederlage von Turbine beim 1. FFC Frankfurt, als sie für Luca Maria Graf eingewechselt wurde. Ihr erstes Tor für Turbine Potsdam erzielte sie am 7. August 2019 in der zweiten Runde des DFB-Pokals. Beim 7:0-Sieg gegen Borussia Bocholt erzielte sie das zwischenzeitliche 5:0.
Am 28. Januar 2022 wurde Höbinger bis Saisonende auf Leihbasis an den Schweizer Erstligisten FC Zürich Frauen abgegeben. Sie gewann mit dem Verein die Meisterschaft und den Pokal. Zum Ende der Saison wechselte sie dauerhaft zu Zürich. Auch in der zweiten Saison gewann das Team die Meisterschaft, außerdem qualifizierte sich der Verein für die Gruppenphase der Champions League. Ende Juli 2023 wurde Höbingers Wechsel zum FC Liverpool bekannt, damit wurde sie neben Laura Wienroither und Manuela Zinsberger (beide Arsenal) die dritte Österreicherin in der Women’s Super League (WSL) in der Saison 2023/24.

### Nationalmannschaft
Am 8. November 2019 debütierte Marie-Therese Höbinger unter Dominik Thalhammer in der A-Nationalmannschaft. Beim 3:0-Sieg im EM-Qualifikationsspiel gegen die Nationalmannschaft Nordmazedoniens in Skopje wurde sie in der 82. Minute für Lisa Makas eingewechselt. Am 23. Februar 2021 erzielte sie in Paola im Testspiel gegen die Nationalmannschaft der Slowakei mit dem Siegtor zum 1:0 in der 14. Minute nach Vorlage von Sarah Puntigam ihr erstes Länderspieltor. Höbinger stand im Kader für die Europameisterschaft 2022 und wurde in drei Spielen eingesetzt. Österreich schied im Viertelfinale aus.

## Erfolge
- Schweizer Meister: 2022, 2023
- Schweizer Pokal: 2022